# Arrondissement di Quimperlé
L'arrondissement di Quimperlé è stato un arrondissement del dipartimento di Finistère, istituito il 17 febbraio 1800 e soppresso con il decreto del 10 settembre 1926 sull'organizzazione dell'amministrazione prefettizia, cosiddetto "decreto Poincaré". I suoi cantoni furono annessi all'arrondissement di Quimper.

## Composizione
L'arrondissement comprendeva i cinque cantoni di: Arzano, Bannalec, Pont-Aven, Quimperlé e Scaër.